# Вейгель, Каспар
Каспар Вейгель (10 июня 1880 — 4 июля 1941) — польский учёный-геодезист и фотограмметрист, доктор технических наук (1909), профессор (1912).

## Биография
В 1898 году Вейгель окончил 2-ю немецкую государственную высшую гимназию (теперь Львовская специализированная общеобразовательная школа № 8), а в 1903 году — инженерный факультет Высшей политехнической школы во Львове (ВПШ, с 1921 года — Львовская политехника). Ученик геодезиста Северина Видта (1862—1912) и астронома Вацлава Ласки (1862—1943). В 1903—1908 годах работал на строительстве железной дороги Львов-Подгайцы, затем с 1908 года — ассистентом, адъюнктом и доцентом, а с 1912 по 1941 год — профессором и третьим заведующим кафедрой геодезии ВПШ.
В 1919 году работал шефом геодезической секции Министерства общественных работ Польши, в 1920—1921 годах — деканом коммуникационного отделения факультета водного и дорожного строительства, в 1929—1930 учебном году — ректором, а в 1930—1931 учебном году — проректором Львовской политехники. Был также руководителем Экзаменационной комиссии для частных геодезистов во Львове. В 1936 году получил командорский крест Ордена Возрождения Польши.
После вхождения Западной Украины в состав СССР в сентябре 1939 года продолжил руководить кафедрой. В августе 1940 года приглашался в Москву на Всесоюзные научные заседания. В декабре был кандидатом в областной и городской советы Львова. Вскоре после оккупации Львова немецкими войсками К. Вейгеля вместе с единственным сыном, магистром прав Юзефом Вейгелем (1908—1941), арестовали и в ночь с 3 на 4 июля 1941 года расстреляли на Вулецких холмах вместе со многими другими видными представителями польской интеллигенции. Место захоронения неизвестно.

## Научная деятельность
Вейгель — автор около 50 научных трудов и учебных пособий по геодезии, выравнивающих вычислениях, фотограмметрии и математике, написанных на немецком, польском, английском и французском языках. Написал следующие учебники: «Rachunek wyrównawczy» (1923, 1926), «Miernictwo II» (1926), «Geodezja (Miernictwo)» (1938).
Пионер и инициатор применения в Польше фотограмметрии, трилатерации и интерферометрии для измерения расстояний. Под его руководством проводились значительные полевые научно-производственные работы. Была выполнена фототеодолитная съёмка и составлена карта восточной части Высоких Татр (1917—1927), инварными проводами измерен Коломыйский базис (1929—1930), построена и отслежена во Львове сеть триангуляции в виде центральной системы вокруг пункта Песочная гора (1932), а в 1934—1938 годах вместе с другими кафедрами геодезического отделения составлена карта Львова по результатам аэрофотосъёмки (1933).
Член Государственного геодезического совета, член Академии технических наук, председатель секции геодезии и геофизики Польской академии наук, член Постоянной комиссии Международного геодезического и геофизического союза (МГГС), член Международного фотограмметрического общества (МФО), член-основатель и первый председатель Польского фотограмметрического общества (1930—1939), член научных обществ во Львове и Варшаве и тому подобное. Участник конгрессов МГГС (1927, 1930) и МФО (1926, 1930, 1938).
Многолетний куратор общества Братской помощи студентов, Технического хора студентов и Союза студентов-геодезистов Львовской политехники, вице-глава Литературного казино и тому подобное. Принадлежал и ко многим культурным обществам, а как большой поклонник музыки, принимал участие в концертах и сам сочинял произведения, которые позже исполнял студенческий хор.

## Ученики
Среди его учеников — большая плеяда польских и украинских учёных. В Польше это Эдмунд Вильчкевич, Михал Францишек Пашкевич, Збигнев Скоупски, Юзеф Кожуховский, Юзеф Ризнер, Ян Цисла, Тадеуш Калиш, Мечислав Вроно, Роман Глибовицкий, Роман Галас, Юзеф Адамский, Валенти Шпунар, Чеслав Камеля и другие. В Канаде работал Теодор Блахут, в Венесуэле — Бернард Вагль, в Африке — Оскар Бальцар, а в США — Роман Кароль Хроущ и Орест Макар. Причём, профессор Сент-Луисского университета Орест Степанович Макар после Второй мировой войны вернулся во Львов и работал на кафедрах аэрофотогеодезии и геодезии геодезического факультета Политехнического института.

## Память

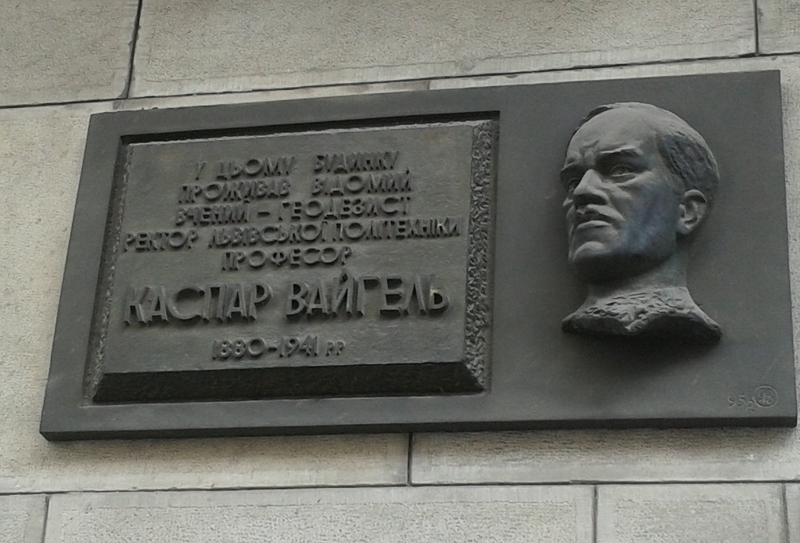
Мемориальная доска Каспара Вейгеля во Львове

Имя учёного достойно почитается современными геодезистами Польши и Украины.
Во Вроцлаве его имя присвоено геодезическому техникуму (1972), а в Жешуве он стал патроном кафедры геодезии на Отделе строительства и инженерии среды местной политехники.
Не забыли своего третьего заведующего и на кафедре геодезии Львовской политехники, которая 7 июня 1991 года провела заседание, посвящённое его памяти (по случаю 50-летия со дня смерти), на котором присутствовали и выступили вице-консул Республики Польша Добеслав Жеменевски, представители обществ польской культуры Львовщины Станислав Черкасс и профессор Лешек Мазепа и А. Дрбал. С докладом о жизни и деятельности учёного выступил доцент Р. С. Сидорик. На этом заседании впервые после Второй мировой войны был показан общественности бронзовый бюст профессора К. Вейгеля (1930) Работы доцента Львовской политехники скульптора Яна Нальборчика. Сотрудники кафедры принимали участие и в украинско-польском симпозиуме, посвящённом памяти К. Вайгеля, который состоялся 19—23 ноября 1995 года во Львове. Среди членов оргкомитета были А. Л. Островский, К. Р. Третьяк, А. И. Дрбал и И. С. Сидоров. На симпозиуме выступили А. Л. Островский и А. И. Дрбал. Участники симпозиума приняли участие в поминальном богослужении в архикафедральной базилике Успения Пресвятой Девы Марии, возложили цветы к Памятному кресту на месте гибели К. Вейгеля и других львовских учёных на Вулецких холмах и приняли активное участие в открытии (20 ноября) мемориальной доски учёному (скульптор Василий Ярыч, архитектор Михаил Бендина) на доме по улице Саксаганского, 3, где он жил.